# 야망의 세월
《야망의 세월》은 1990년 10월 20일부터 1991년 10월 20일까지 방영된 KBS 2TV 주말 드라마이다.

## 줄거리
6·3 사태에 가담해서 단식 투쟁을 하기도 했던 주인공이 운동권에 회의를 느낀 후 건설 회사에 입사해서 세계 각국을 돌면서 경제 발전에 이바지한다는 내용이다. 대한항공 858편 폭파 사건은 박형섭과 같이 일한 건설노동자가 마지막 인사를 나누는 장면과 뉴스보도로 그렸다.

## 등장 인물

### 주요 인물
- 유인촌 : 박형섭 역

임우희의 남편 - 대한건설 직원(현대건설 대표이사 이명박을 본뜬 인물)
- 황신혜 : 한지혜 역

최태환의 아내 - 신호 기획실장
- 이동준 : 최태환 역

최두익·윤 여사의 아들 - 한지혜의 남편
- 전인화 : 임우희 역

박형섭의 아내 - 대한건설 장 회장 비서

### 박형섭 일가
- 강부자 : 안 씨 역(매화당 아씨) - 박형섭의 어머니, 노점상
- 김주승 : 박형철 역 - 박형섭의 첫째 남동생, 기자, 사회운동가
- 강문영 : 지다혜 역 - 박형철의 아내, 방송사 PD
- 오현경 : 박형숙 역 - 박형섭·박형철의 여동생이자 박형규의 누나, 배우, 의상 디자이너
- 정유석 : 박건우 역 (아역: 한달호) - 박형섭의 아들
- 조재현 : 박형규 역 - 박형섭의 둘째 남동생
- 유명옥 : 언어장애인 언년이 역 - 매화당 아씨네 침모
- 이혜근 : 정아 역 - 박형숙의 딸

### 최태환 일가
- 박근형 : 최두익 역 - 신호 회장
- 김민자 : 윤 여사 역 - 최두익의 아내, 전업 주부
- 신애라 : 최태희 역 - 최두익·윤 여사의 딸, 최태환·최태진의 여동생
- 남주희 : 한지숙 역 - 한지혜의 첫째 여동생, 소설가
- 윤유선 : 한지원 역 - 한지혜의 둘째 여동생
- 이연수 : 최신희 역 - 한지혜의 딸
- 김복희 : 한지혜의 할머니 역
- 최명수 : 한지혜의 아버지 역

### 장회장 주변
- 이영후 : 장 회장 역

대한그룹 회장(현대그룹 창업주 정주영을 본뜬 인물)

### 오윤희 주변
- 이휘향 : 젤소미나/오윤희 역 - 홍성준의 아내, 사업가(장영자를 본뜬 인물)
- 임성민 : 백경/홍성준 역 - 오윤희의 남편, 사업가, 정치인
- 최선자 : 백 할머니(마마님) 역 - 오윤희의 후견인, 사업가
- 김성찬 : 골성찬 역 - 오윤희의 부하 직원
- 故 한경선 : 양양 역 - 오윤희의 부하 직원

### 그외 인물
- 김흥기 : 실장 역 - 정치인
- 백인철 : 김 부장 역 - 정치인
- 홍리나 : 한정숙 역 - 시인, 노동운동가
- 최민식 : 꾸숑(불어 cochon : 돼지 : 꾸숑, 꼬숑, 쿠숑) 역

오윤희·최두익의 숨겨진 아들 최태진 - 사업가
- 김형일 : 유재만 역 - 박형숙의 첫 애인
- 황정아 : 문혜린 역 - 로비스트
- 강만희
- 최현기
- 이영재
- 정욱 : 박정희 대통령 역 - 대한민국 대통령

## 참고 사항
- 현대건설 대표이사 이명박으로부터 모티브를 얻어 제작된 픽션 드라마이다.
- 해당 드라마가 인기를 끌면서 5년 후인 1995년 이명박은 저서 '신화는 없다'를 발간하고 인지도를 더 높여 그로부터 1년 후에는 15대 총선에서 대한민국 정치 1번지 서울 종로에서 당선했고 그와 상대했던 사람은 당시 통합민주당 후보를 출마했던 제16대 대한민국 대통령 노무현이었고 1998년에는 선거법 위반으로 인해 의원직 상실을 했으며 여의도 국회를 떠난지 4년 후인 2002년 32대 서울시장 당선을 했고 4년 동안 재직하고 2006년에는 서울시장 재선 출마를 포기하고 그로부터 1년 후 2007년에는 17대 대선에서 승리하여 제17대 대한민국 대통령이 되었다.[2]
- 1991년 11월 8일 KBS 인사위원회는 "특정기업(현대그룹)을 미화했다"는 방송위원회의 사과명령 조치를 받아들여 국장 이진욱에게는 ‘경고’ 조치를, 담당 PD 김현준에게는 '견책' 조치를 내렸다.[3] 드라마 제작진은 '장 회장이 지프를 타고 일하다가 물에 빠졌다가 겨우 살아나는 장면이 현대그룹 정주영 명예회장이 겪었던 일과 닮았음'을 시청자에게 알림으로써 사과하였다.
- 이 징계에 대해 KBS 드라마본부 소속 PD 60여 명은 " '야망의 세월'이 심의위원회의 심의와 편성 책임자의 사전승낙 후에 방영됐다", "담당 PD가 상부 허락 없이 드라마를 중단시킬 수 없다", "담당 연출자 김현준은 SBS로 스카우트된 이종수 PD 대신 중반부부터 기용됐다"는 점 등을 들어 징계조치를 철회할 것을 요구하였다.[3]
- 오현경이 맡았던 박형숙 역은 당초 조용원이 낙점되었으나 출연료 문제[4] 때문에 고사했다.
- 1991년 6월 10일부터 시작된 방송연예인 노조파업 탓인지[5] 한동안 방영이 중단됐다
- 당시 연기자로 데뷔한지 1~2년 안밖이었던 조재현과 신애라는 연기력부재로 극초반 해외유학 등으로 일시하차 하였으나 조재현은 당시 바로위의 형이었던 김주승이 회차 계약만료로 하차하자 극후반 종반부에 김주승을 대신하는 역할로 복귀하게 되었다.

## 결방
- 1991년 5월 4일 - 7시부터 8시 40분까지 시리즈 외화 《잃어버린 얼굴》1부 편성[6]
- 1991년 5월 5일 - 7시부터 8시 40분까지 《잃어버린 얼굴》 2부 편성
- 1991년 5월 11일 - 6시 20분부터 《미스코리아 선발대회》편성[7]
- 1991년 5월 12일 - 7시 10분부터 8시 40분까지 <코미디 청백전> 편성[8]
- 1991년 6월 15일 - 7시 20분부터 8시 50분까지 《토요대행진》편성[9]
- 1991년 6월 16일 - 6시 30분부터 특선영화 《비 오는 날 수채화》편성에 따라[10] 《유머 일번지》와 동시 결방